# House M.D. Original Television Soundtrack
House M.D. Original Television Soundtrack è un album di colonne sonore estratte dagli episodi della serie televisiva statunitense Dr. House - Medical Division. È stato pubblicato il 18 settembre 2007 da Nettwerk Records. Questo album include la versione completa dei brani usati nella serie, come See the World dei Gomez, Walter Reed di Michael Penn e Teardrop, il tema di apertura nella versione inglese, dei Massive Attack. Presenta anche canzoni che sono state registrate appositamente per la serie, come Beautiful suonata da Elvis Costello e la versione di You Can't Always Get What You Want dei Rolling Stones suonata dalla Band from TV.

## Tracce
| Traccia | Canzone                            | Artista           |
| ------- | ---------------------------------- | ----------------- |
| 1       | Teardrop                           | Massive Attack*   |
| 2       | See the World                      | Gomez             |
| 3       | Got To Be More Careful             | Jon Cleary        |
| 4       | Waiting on an Angel                | Ben Harper        |
| 5       | Walter Reed                        | Michael Penn      |
| 6       | Beautiful                          | Elvis Costello**  |
| 7       | Feelin' Alright                    | Joe Cocker        |
| 8       | Dear God                           | Sarah McLachlan** |
| 9       | God, Please Let Me Go Back         | Josh Rouse        |
| 10      | Are You Alright?                   | Lucinda Williams  |
| 11      | Good Man                           | Josh Ritter       |
| 12      | You Can't Always Get What You Want | Band from TV      |

* Solo nel Nord America.

** Precedentemente inedito negli Stati Uniti

## Sviluppo
House M.D. (Original Television Soundtrack) è stato pubblicato il 18 settembre 2007 dalla Nettwerk Records. L'album include una performance della Band from the TV, un gruppo creato da Greg Grunberg e formata da famosi attori televisivi. Gli incassi della band vengono donati ad associazioni filantropiche. Hugh Laurie e Jesse Spencer fanno parte della band. Il gruppo fu contattato per suonare il brano nel 2007 dalla NBC e i membri accettarono con piacere.

## Critiche
Chad Grischow della IGN definì l'album come "una decente raccolta di troppi brani che probabilmente hai già nel tuo iPod". Inoltre ha continuato dicendo che «Sarai molto più felice se ascolterai singolarmente i brani che ti mancano, prendendo qualche canzone, piuttosto che l'intero album». In una scala da uno a dieci, Grishow valutò l'album 6,9.